# Weidemaskerbij
De weidemaskerbij (Hylaeus gibbus) is een vliesvleugelig insect uit de familie Colletidae. De wetenschappelijke naam van de soort is voor het eerst geldig gepubliceerd in 1850 door Saunders.